# Нуклеотидна база
В генетиката нуклеотидните бази са градивните части на РНК и ДНК. ДНК е изградена от четири нуклеотидни бази – цитозин (C), гуанин (G), аденин (A) и тимин (T), а в РНК тиминът е заменен с урацил (U). Често се споменават само като бази.

## Структура
| Нуклеотидна база | Аденин     | Гуанин     | Тимин     | Цитозин   | Урацил   |
| Нуклеозид        | Аденозин A | Гуанозин G | Тимидин T | Цитидин C | Уридин U |